# Sofia Raffaeli
Sofia Raffaeli, née le 19 janvier 2004 à Chiaravalle, est une gymnaste rythmique italienne. 

## Carrière
Aux Jeux olympiques d'été de 2024, Sofia Raffaeli décroche la médaille de bronze au concours général individuel.

## Palmarès

### Jeux olympiques
- Paris 2024
  -  Médaille de bronze au concours général individuel.

### Championnats du monde
- Sofia 2022
  -  Médaille d'or au concours général individuel.
  -  Médaille d'or au cerceau.
  -  Médaille d'or au ballon.
  -  Médaille d'or au ruban.
  -  Médaille d'or en ensemble.
  -  Médaille de bronze aux massues.
- Kitakyūshū 2021
  -  Médaille d'argent en ensemble.
  -  Médaille de bronze au cerceau.

### Championnats d'Europe
- Bakou 2023
  -  Médaille d'or au ballon.
  -  Médaille d'or aux massues.
  -  Médaille d'argent au concours général individuel.
- Tel Aviv 2022
  -  Médaille d'or au cerceau.
  -  Médaille d'or aux massues.
  -  Médaille d'argent au ballon.
  -  Médaille d'argent en ensemble.

### Jeux mondiaux
- Birmingham 2022
  -  Médaille d'or aux massues.
  -  Médaille d'argent au ballon.
  -  Médaille d'argent au cerceau.